# Шуляк, Виктор Григорьевич
Виктор Григорьевич Шуляк (2 ноября 1940, станица Морозовская, Ростовская область — 4 апреля 2025, Новочеркасск, Ростовская область) — советский и российский учёный, кандидат технических наук, профессор, действительный член Международной энергетической академии.
Автор свыше 150 научных и методических работ, включая монографии, а также ряда авторских свидетельств и патентов.

## Биография
Родился 2 ноября 1940 года в станице Морозовской (ныне город) Ростовской области.
В 1963 году с отличием окончил Новочеркасский политехнический институт, получив специальность инженера-электрика по автоматизации, а затем успешно окончил аспирантуру этого же вуза. Ученик профессора А. Д. Дроздова, работал на кафедре электрических станций НПИ ассистентом, старшим преподавателем, доцентом и профессором. В 1974—1980 и 1982—2001 годах являлся деканом Энергетического факультета вуза. Под его руководством подготовлены 4 кандидата технических наук.
С 2001 года по настоящее время В. Г. Шуляк — директор Научно-исследовательского института Энергетики Южно-Российского государственного технического университета, который продолжает деятельность существовавшего в СССР при Новочеркасском политехническом институте ОКТБ «Старт».
Награждён медалью «За доблестный труд. В ознаменование 100-летия со дня рождения В. И. Ленина», знаками «Отличник энергетики и электрификации СССР», «Почётный энергетик РФ», «Почётный работник высшего профессионального образования РФ», а также грамотами Минэнерго СССР и Минвуза РСФСР.
Умер 4 апреля 2025 года в возрасте 84 лет.